# Christopher Morahan
Pour les articles homonymes, voir Morahan.
Christopher Thomas Morahan (né le 9 juillet 1929 à Londres (Angleterre) et mort le 7 avril 2017) est un metteur en scène de théâtre et un réalisateur britannique de cinéma et de télévision.

## Filmographie

### Cinéma
- 1968 : Diamonds for Breakfast
- 1969 : Ces bas noirs me troublent (All Neat in Black Stockings)
- 1985 : In the Secret State
- 1986 : Clockwise (grand prix et prix de la critique du festival de Chamrousse[2])
- 1990 : Le Grand Simulateur (en) (Paper Mask)
- 1996 : Element of Doubt (en)

### Télévision
- 1984 : The Jewel in the Crown

## Théâtre
- 1968 : This Story of yours (John Hopkins)
- 1970 : Flint (David Mercer)
- 1972 : The Caretaker (Harold Pinter)
- 1977 : State of Revolution (Robert Bolt)
- 1977 : Sir Is Winning (Shane Connaughton)
- 1977 : The Lady from Maxim's (Georges Feydeau)
- 1978 : Brand (Henrik Ibsen)
- 1978 : The Philanderer (George Bernard Shaw)
- 1978 : Strife (John Galsworthy)
- 1979 : The Fruits of Enlightenment (Leon Tolstoï)
- 1979 : Richard III (Shakespeare)
- 1979 : The Wild Duck (Ibsen)
- 1980 : Line 'Em (Nigel Williams)
- 1980 : Man and Superman (G.B. Shaw)
- 1984 : Wild Honey  (Anton Tchekhov)
- 1987 : Melon (Simon Gray)
- 1994 : The Devil's Disciple (G.B. Shaw)
- 1997 : A Letter of Resignation (Hugh Whitemore)
- 1998 : Ugly Rumours (Howard Brenton)
- 1999 : Semi-Detached (David Turner)
- 1999 : The Importance of Being Earnest (Oscar Wilde)
- 1999 : Quartet (Ronald Harwood)
- 2000 : Heartbreak House (G.B. Shaw)
- 2001 : Naked Justice (John Mortimer)
- 2001 : The Importance of Being Earnest (O. Wilde)
- 2003 : The Dwarfs (Harold Pinter)
- 2006 : The linden tree (J.B. Priestley)
- 2007 : Legal Fictions  (John Mortimer)